# 五沟镇
五沟镇，是中华人民共和国安徽省淮北市濉溪县下辖的一个乡镇级行政单位。

## 行政区划
五沟镇下辖以下地区：
曹坊村、孟集村、邵长营村、白沙村、白寺村、土楼村、肖店村、魏庙村、袁店村、北湖南村、藕池村、王圩村、庙前村、界沟村、石门村、南湖南村、张圩村、大陈村、童亭村、国政村和五沟村。